# 190-я улица (линия Восьмой авеню, Ай-эн-ди)
|   |   |   |   |
| · | · | · | · |

|   |   |   |   |
| · | · | · | · |

«190-я улица» (англ. 190th Street) — станция Нью-Йоркского метрополитена, расположенная на линии Восьмой авеню, Ай-эн-ди. Станция находится в Манхэттене, в районе Вашингтон-Хайтс, на пересечении 190-й улицы с Форт-Вашингтон-авеню, возле парка Форт-Трайон-парк. На станции останавливается маршрут A (круглосуточно). Открыта 10 сентября 1932 года, вместе с другими станциями линии (за исключением трёх самых южных, открытых несколько позже).
Станция состоит из двух путей и двух боковых платформ. Так как станция расположена довольно глубоко (это связано с сильной холмистостью района Вашингтон-Хайтс), доступ к платформам обеспечивают лифты (расположенные снаружи от турникетов и потому использующиеся также просто пешеходами, а не только пассажирами метро). Платформа в сторону к Inwood — 207th Street работает только на выход, это связано с очень низким пассажиропотоком в ту сторону (дальше идут всего две станции). Со станции выходы приводят к 190-й улице, Форт-Вашингтон-авеню и Беннет-авеню. Беннет-авеню расположена несколько ниже станции, поэтому к ней ведёт пешеходный тоннель. В 2005 году эта станция была включена в Национальный список исторических мест США.

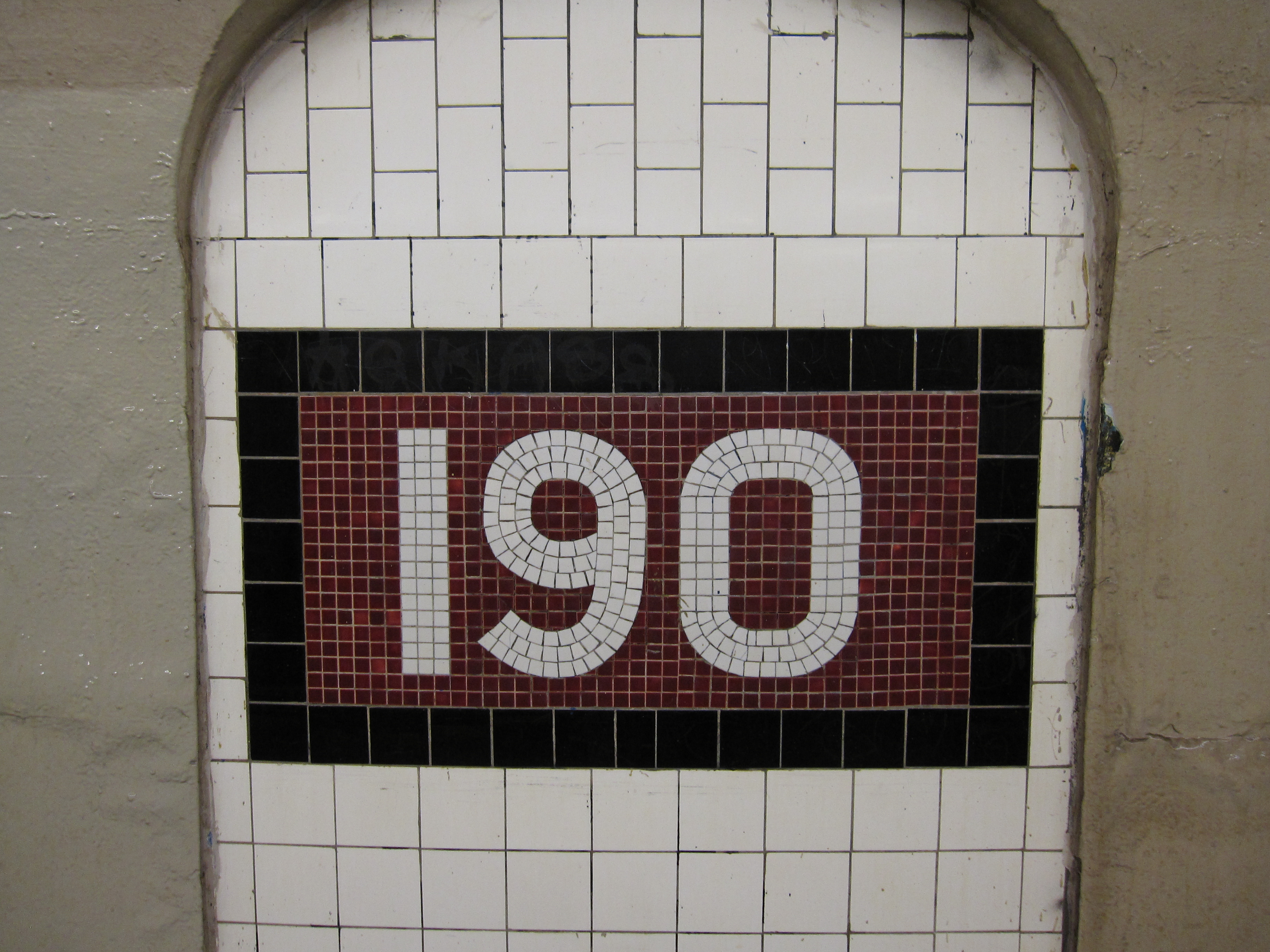
Мозаика
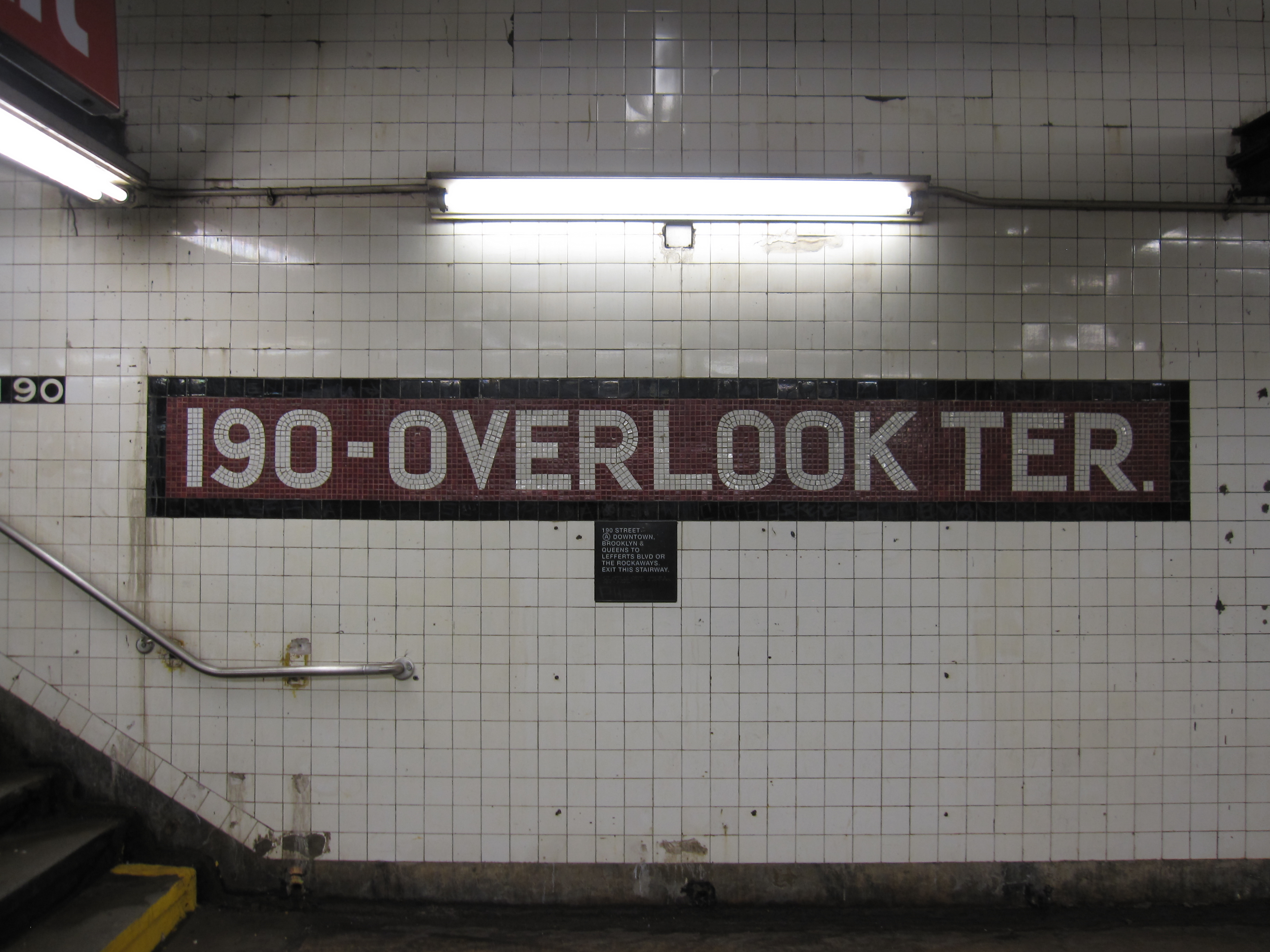
Мозаика со старым названием
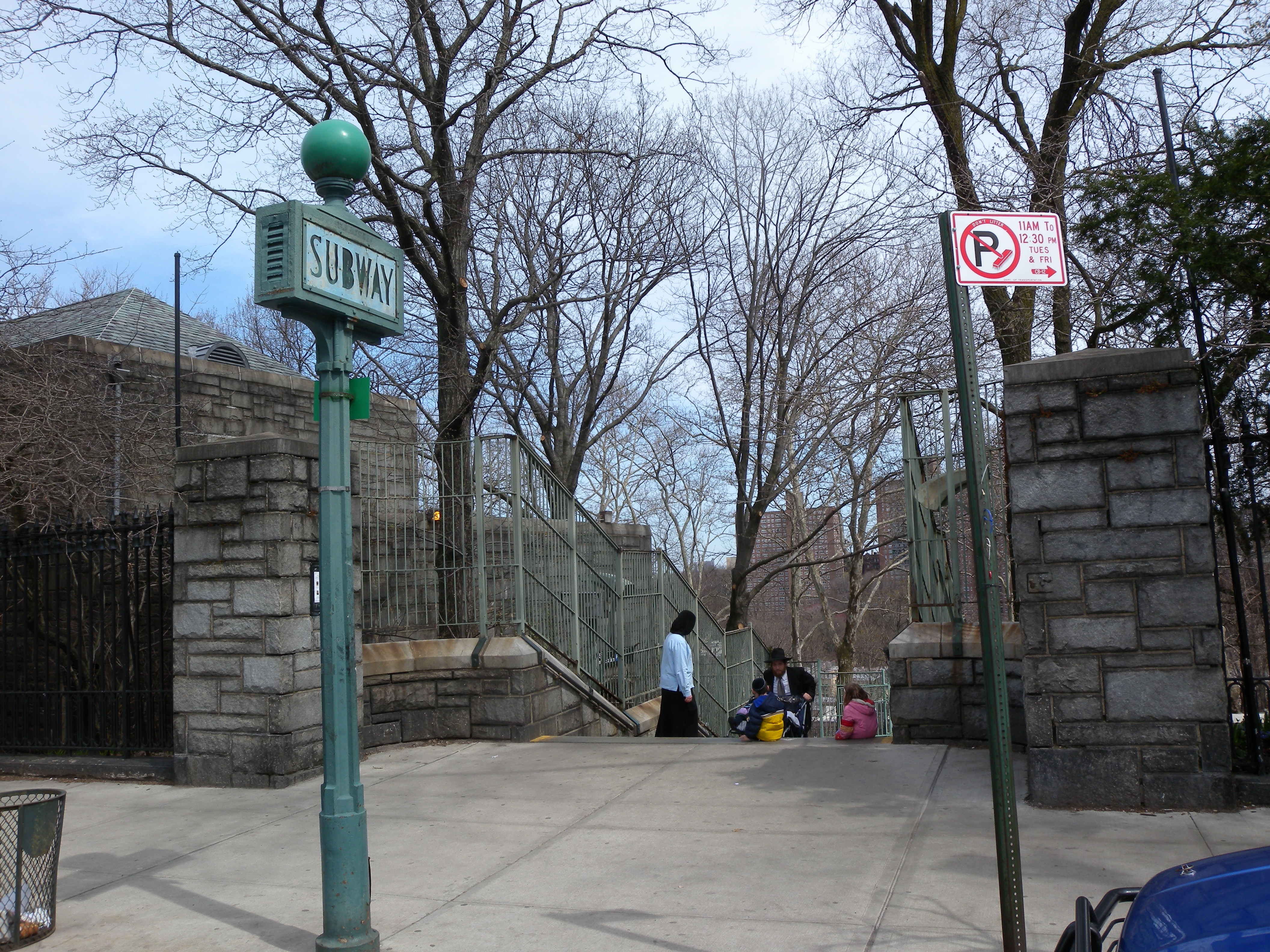
Форт-Вашингтон-авеню
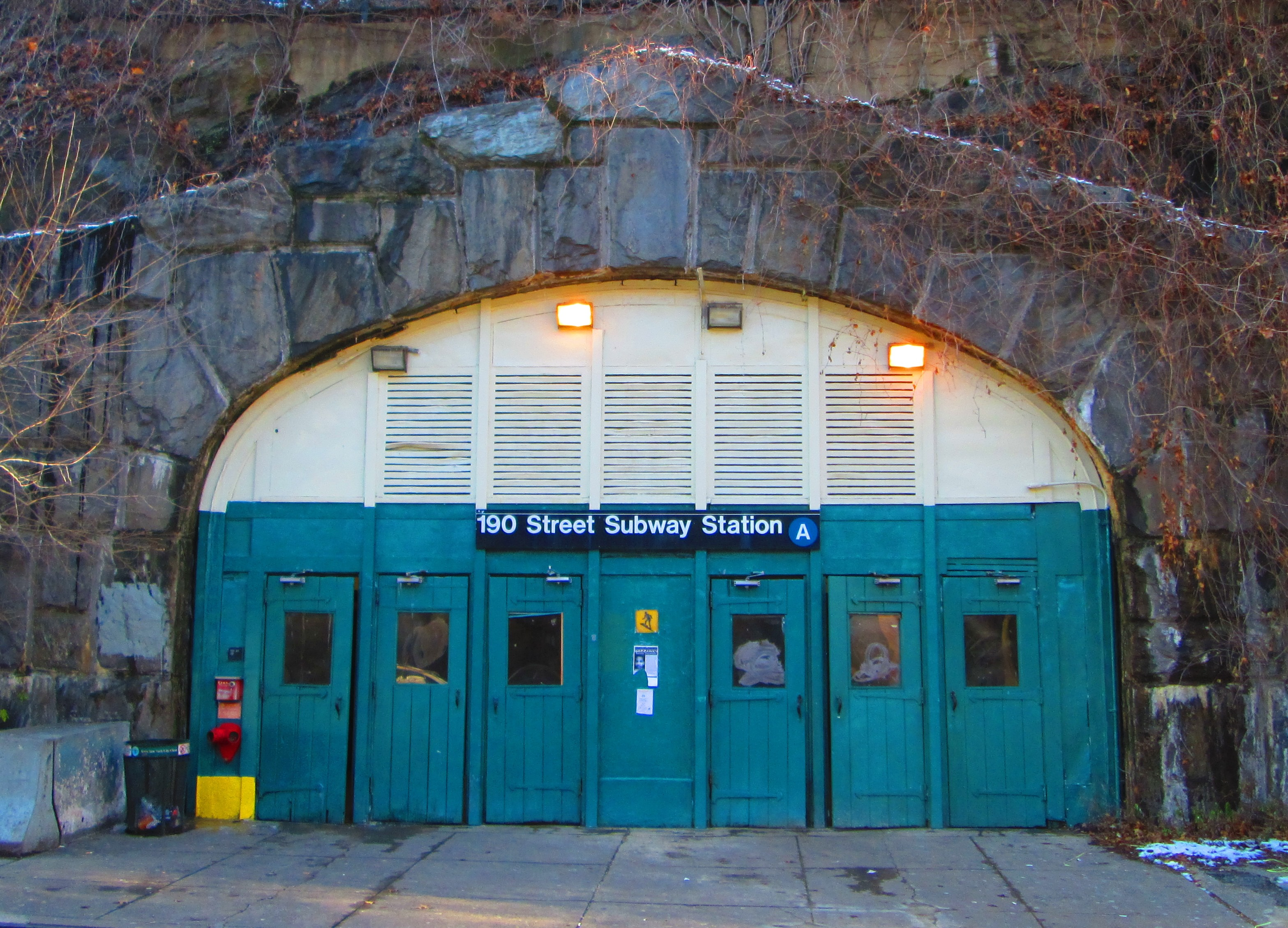
Выход на Беннет-авеню
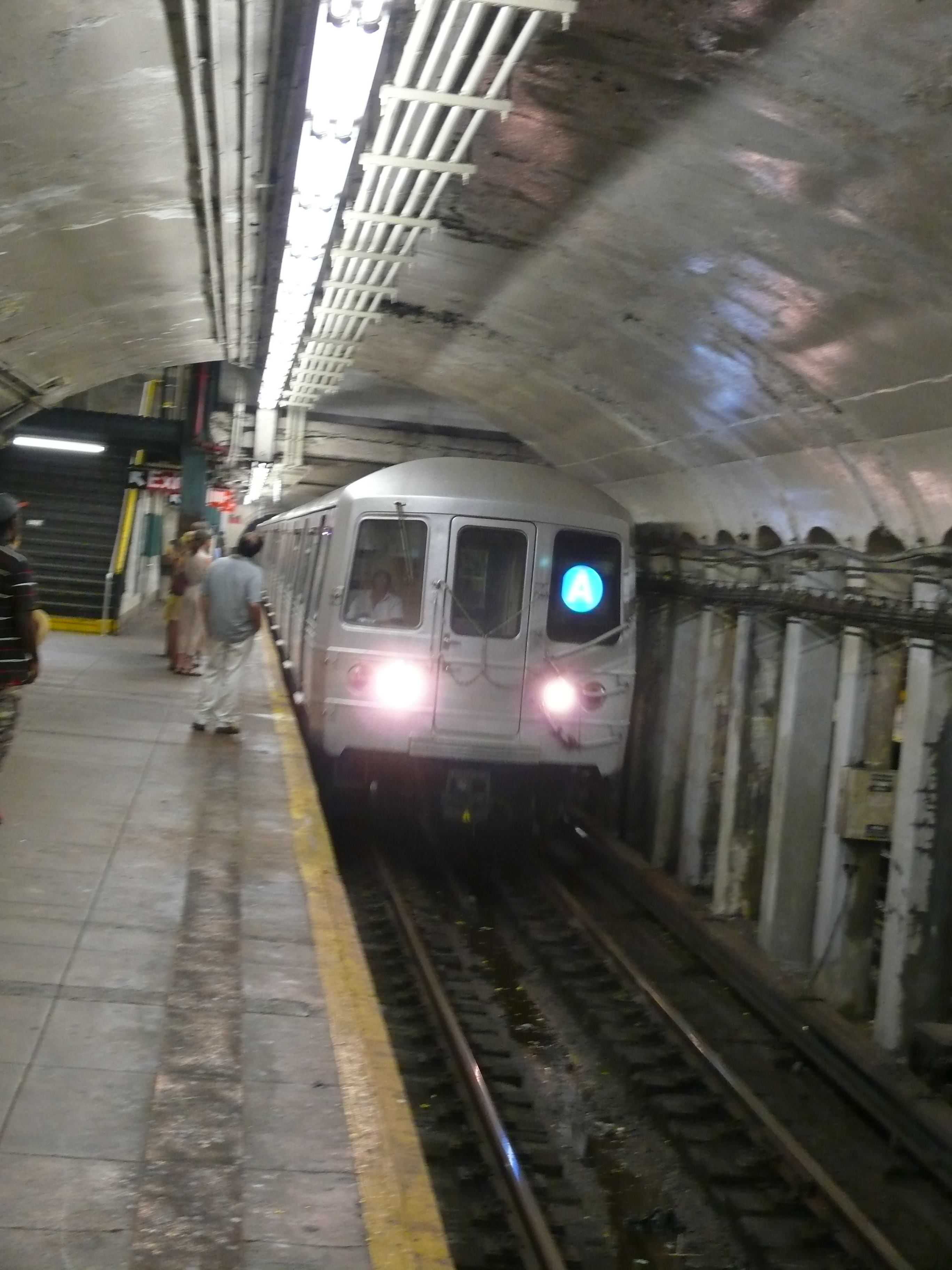
Поезд A прибывает к восточной платформе (на Inwood)
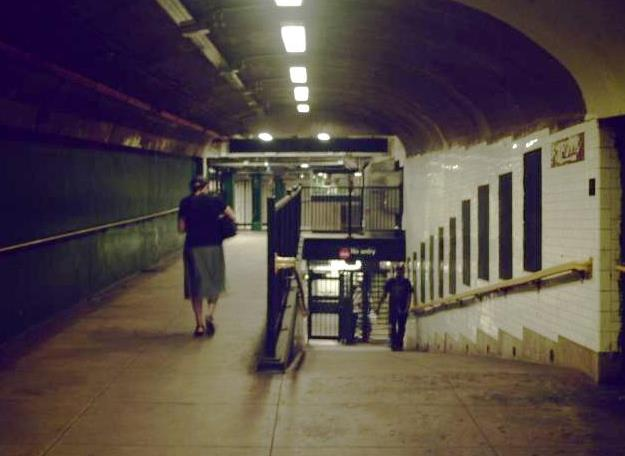
Турникетный зал на выходе к Беннет-авеню